# Saúl Salinas
Saúl Salinas, alias El Víbora (Trinidad, Provincia de San Juan, 5 de octubre de 1882 - Ciudad de San Juan, 5 de octubre de 1921), fue un destacado músico de folklore argentino, compositor, e intérprete de guitarra. Ha sido considerado como uno de los primeros intérpretes masivos de la música de raíz folklórica argentina, y como referente de la tonada criolla. Salinas integró un cuarteto con Carlos Gardel, antes de que fuera famoso, quien a su vez grabó luego varias canciones compuestas por el cantautor mendocino. Entre sus canciones más conocidas se encuentran "La pastora", "Una rosa para mi rosa", "La Cuyanita", "Corazones partidos" y "Los ojos verdes", que dio origen más adelante a la famosa canción "Yo vendo unos ojos negros".

## Biografía
Saúl Salinas nació en el pueblo de Trinidad, de la Provincia de San Juan. Desde niño cantó y aprendió a tocar la guitarra, cantando temas del anónimo cancionero folklórico cuyan en casas de familias y reuniones de amigos. Trabajó luego como cochero y ocupó el cargo de subcomisario en la seccional 1º de la policía de San Juan.
En 1902 migró a la ciudad de Buenos Aires, donde se dedicó a vender discos de música, de reciente invención. A fines de la primera década del siglo XX formó dúos con cantores como Pedro Garay, Juan Sarcione, Augusto Di Giuli, Francisco Martino, Juan Raggi, Marambio Catán, Alfredo Gobbi y Emilio Sola. A través de Martino, en 1912 conoció a Carlos Gardel y José Razzano, llegando a formar a propuesta suya el cuarteto Gardel-Razzano-Martino-Salinas. Fue debido a sus conocimientos de canto, que el cuarteto empieza a cantar a dos voces.
En 1921, con 39 años, fue asesinado por cuestiones políticas en la ciudad de San Juan.

## Discografía
Salinas grabó en 1912-1913 varios discos para el sello Columbia y entre 1919-1921 para el sello Nacional-Odeon, gestionado por la discográfica de Max Glücksmann.